# Daniel Samoilovich
Daniel Samoilovich es un escritor, ensayista, editor, poeta, periodista y traductor argentino, nacido en Buenos Aires el 5 de julio de 1949.

## Carrera
En 1964 tiene su primer contacto con el medio periodístico, al ingresar al equipo de la revista Esta generación, dirigida por Pedro Pujó (alumno del Colegio Nacional de Buenos Aires, al que Samoilovich concurrió).
Comienza a trabajar en el diario Clarín en 1969, y se desempeña en el mismo durante 11 años. Durante este período realiza también trabajos de edición, para editoriales como, por ejemplo, Centro Editor de América Latina.
En 1978 viaja a España, y se desempeña como redactor de la revista Triunfo y del diario El País. En 1979 dirige junto con Gloria Pampillo la revista La construcción imaginaria, editada por el Colegio Mayor Chaminade (Madrid).
Se une al matemático Jaime Poniachik en 1980, para publicar la revista Juegos para Gente de Mente, que luego sería la base de la editorial De mente, especializada en juegos de ingenio. Este año colabora también con la revista Punto de vista, dirigida por Beatriz Sarlo.
A partir de 1986 fue el director del periódico Diario de poesía, que salió trimestralmente hasta el 2011, año en que dejó de editarse. El mismo ganó en 1990 el Primer Premio del Concurso de Publicaciones Culturales, entre otras distinciones.
Entre 1997 y 2002 colabora con una columna semanal de poesía en la revista dominical del diario La Nación.
En 2012 apareció en uno de los especiales televisivos de Color Natal, dedicado a su amigo, el pintor Juan Pablo Renzi, donde habla de su obra y sobre la participación del mismo en el Diario de Poesía.
Es traductor de latín, francés e inglés.

## Obra publicada
Como autor
- 1973 Párpado (poesía)
- 1980 Cómo jugar y divertirse con escritores (Juegos basados en escritos literarios)
- 1984 El mago (poesía)
- 1991–1994 La ansiedad perfecta (poesía)
- 1995 Agosto (antología)
- 1996 Superficies iluminadas (poesía)
- 1996 Rusia es el tema (antología)
- 2003 El carrito de Eneas (poesía)
- 2003 Las encantadas (poesía)
- 2005 El despertar de Samoilo (obra teatral en verso)
- 2008 El libro de los seres alados (bestiario)
- 2008 43 crímenes para resolver
- 2009 Molestando a los demonios (poesía)
- 2010 Los Dijos (poesía)
- 2014 Rusia es el Tema (poesía reunida 1973-2008)
- 2016 Siete colinas de jade(Antología 1973-2013)
- 2019 Una suerte de ojo absoluto(Antología)
- 2022 El libro de las Fábulas y fabulaciones(Fábulas)
- 2023 Berisso 1928. La vida futura (poesía)
- 2024 Estética del error. Apuntes sobre arte y poesía (ensayos 1987-1997)

Como traductor
- 1997 Pájaros de Invierno de Katherine Mansfield, en colaboración con Mirta Rosenberg (Bajo La Luna, Buenos Aires)
- 1998 XX Odas del Libro III de Horacio, en colaboración con Antonio Tursi (Madrid: Hiperión)
- 2000 Enrique IV de William Shakespeare, en colaboración con Mirta Rosenberg (Grupo Editorial Norma)
- 2009 La Nueva ciencia de los materiales fuertes de Ruth Fainlight, en colaboración con Mirta Rosenberg (Cosmopoética, Córdoba, España)

Se han publicado, también, selecciones de su obra traducida al inglés y al francés: Hidrografías/Hydrographies (1996) y La nuit avant de monter a bord (2001).
Además. fue responsable de seleccionar y prologar  los poemas que integran "Antología de la poesía argentina del Siglo XX"  de edición bilingüe, junto con el traductor Andrew Graham-Yooll. Publicado por el Ministerio de Relaciones Exteriores, Buenos Aires  (2014)

## Premios
- 1972 Primer Premio para Periodistas Culturales.
- 1997 Premio "Julio Cortázar" otorgado por la Cámara Argentina del Libro.
- 1998 Premio "Leonardo", otorgado por el Museo Nacional de Bellas Artes.
- 2003 Premio Teatro del Mundo, en la categoría traducción teatral.